# Cybernetic Serendipity
Cybernetic Serendipity est le titre de la première grande exposition collective consacrée à l'art cybernétique et électronique. Elle s'est tenue à l'Institute of Contemporary Arts de Londres du 2 août 1968 au 20 octobre 1968, puis a ensuite été présentée à la Corcoran Annex (Corcoran Gallery of Art) à Washington, du 16 juillet 1969, puis à l'Exploratorium de San Francisco, du 1er novembre 1969 au 18 décembre 1969.

## Contenu
Les œuvres et les expérimentations algorithmiques ou robotiques présentées lors de l'exposition couvrent un large spectre de la création : arts visuels, musique, littérature, chorégraphie. Les œuvres de plasticiens et de musiciens à la notoriété déjà installés tels que Nicolas Schöffer, John Cage, Iannis Xenakis, Nam June Paik ou Jean Tinguely côtoyaient des expérimentations issues des laboratoires de Honeywell, Boeing, General Motors ou Bell.
Parmi les autres artistes ou chercheurs présents on peut citer : A. Michael Noll, Georg Nees, Bridget Riley, Charles Csuri, John Whitney, Sr., Nanni Balestrini, Frieder Nake, Ben F. Laposky, Gordon Pask, Peter Zinovieff, Yaacov Agam et Vera Molnár.